# Кэтлин Нолан
Кэтлин Нолан (англ. Kathleen Nolan, наст. имя Джоселин Шрум; род. 27 сентября 1933) — американская телевизионная актриса. Нолан известна благодаря роли жены Уолтера Бреннана в ситкоме ABC «Настоящие Маккои», где она снималась с 1957 по 1962 год. Роль принесла ей номинацию на «Эмми» за лучшую женскую роль второго плана в комедийном телесериале в 1959 году.
Первая роль Нолан была в ситкоме 1953-54 годов «Джейми», после чего она брала на себя эпизодические роли в других телешоу. После ухода из «Настоящие Маккои», ABC дал ей главную роль в другом ситкоме, «Броадсайд» (1964-65), который был закрыт после одного сезона. Нолан с тех пор появлялась в «Дымок из ствола», «Большая долина», «Ангелы Чарли», «Лодка любви», «Частный детектив Магнум», «Она написала убийство» и «Детектив Раш», а также в мыльных операх «Одна жизнь, чтобы жить» и «Все мои дети».
В 1964 году Нолан присоединилась к совету директоров Гильдии актёров США. С 1975 по 1979 год она занимала пост президента гильдии, входя тем самым в историю как первая женщина-президент.